# Masao Arai
Pour les articles homonymes, voir Arai (homonymie).
Masao Arai (荒井 政雄, Arai Masao) est un lutteur japonais spécialiste de la lutte libre né le 6 juin 1949 et mort le 9 novembre 2024.

## Biographie
Lors des Jeux olympiques d'été de 1976, il remporte la médaille de bronze en combattant dans la catégorie des -57 kg.